# Psycho White
Psycho White ist eine Kollabo-EP des US-amerikanischen Drummers Travis Barker und des Rappers Yelawolf. Sie erschien am 13. November 2012 über Travis Barkers Label Lasalle Records und Killer Distribution.

## Inhalt
Die Lieder der EP sind überwiegend Stücke mit schnellen Rhythmen, die auf Partypublikum abzielen und positive Laune verbreiten sollen. So ist zum Beispiel Push ’Em ein typischer Clubsong, der zum Tanzen und Durchdrehen animiert. In Director’s Cut wird ein Vergleich der Musik mit einem Film, in dem Michael Myers und Superman mitspielen, gezogen.

## Produktion
| Professionelle Bewertungen | Professionelle Bewertungen |
| -------------------------- | -------------------------- |
| Kritiken                   |                            |
| Quelle                     | Bewertung                  |
| Allmusic                   | [ 2 ]                      |
| Rolling Stone              | [ 3 ]                      |

Travis Barker und Yelawolf fungierten bei ihrer EP beide als Ausführende Produzenten. Barker produzierte alle Instrumentals in Zusammenarbeit mit dem DJ Mix Master Mike, der Scratches und Cuts beisteuerte.

## Covergestaltung
Das Albumcover ist eine Schwarz-Weiß-Zeichnung. Es zeigt je eine Kopf- und Oberkörperhälfte der beiden Protagonisten, die zu einer Person zusammengefügt sind. Vom Betrachter aus links ist Yelawolf und rechts Travis Barker. Im Hintergrund sind unter anderem Autos, Häuser, Tiere, Flaschen und andere Dinge zu erkennen. Im unteren Teil des Bildes befinden sich die Schriftzüge Psycho White, Travis Barker und Yelawolf in Schwarz bzw. Weiß.

## Gastbeiträge
Zwei der fünf Lieder enthalten Gastauftritte anderer Künstler. So werden die Backing Vocals im Song Push ’Em von dem Rapper Skinhead Rob und dem Rocker Tim Armstrong gesungen. Letzterer singt außerdem den Refrain des Tracks 6 Feet Underground.

## Titelliste
| # | Titel                                     | Gastmusiker                    | Produzent                         | Länge |
| - | ----------------------------------------- | ------------------------------ | --------------------------------- | ----- |
| 1 | Push ’Em                                  | Skinhead Rob und Tim Armstrong | Travis Barker und Mix Master Mike | 3:12  |
| 2 | 6 Feet Underground                        | Tim Armstrong                  | Travis Barker und Mix Master Mike | 4:48  |
| 3 | Funky Shit                                |                                | Travis Barker und Mix Master Mike | 3:39  |
| 4 | Whistle Dixie                             |                                | Travis Barker und Mix Master Mike | 3:01  |
| 5 | Director’s Cut (Michael Myers & Superman) |                                | Travis Barker und Mix Master Mike | 4:46  |

## Chartplatzierungen und Singles
Psycho White erreichte mit rund 11.000 verkauften Einheiten in der ersten Woche nach Erscheinen Platz 50 in den US-amerikanischen Albumcharts und verließ die Top 200 in der folgenden Woche wieder.
Am 12. September 2012 wurde das Lied Push ’Em als Single zum kostenlosen Download im Internet veröffentlicht. Zu dem Song wurde auch ein Musikvideo gedreht.